# Орагвелидзе, Карл Шеварденович
Карло Шеварденович Орагвелидзе (груз. კარლო  შევარდენის ძე ორაგველიძე, 1902 , деревня Шухути, Ланчхутский муниципалитет — 11 октября 1937 года) — грузинский советский партийный работник.
Ректор Тбилисского государственного университета.

## Биография
Учился в сельской школе, затем — в гимназии. Получил высшее образование в Москве.
Член Коммунистической партии с 1919 года.
После окончания университета он был удостоен звания Красного профессора. После образования Советского Союза работал в Центральном Комитете Культуры и Пропаганды ВКП (б) (1935—1937). Назначен ректором Тбилисского государственного университета. Будучи ректором, 23 марта 1936 года, на Научном совете по истории Тбилисского государственного университета выступил с докладом, основной целью которого было опровергнуть заслуги Иване Джавахишвили как основателя университета. Джавахишвили был обвинён в том, что он «не хочет или не может трактовать историю грузинской нации в соответствии с принципами исторического материализма» и отстранён от преподавания в университете.
Опубликовал ряд произведений по марксистско-ленинской теории и партийной истории. Репрессирован в 1937 году.